# Compositie (muziek)

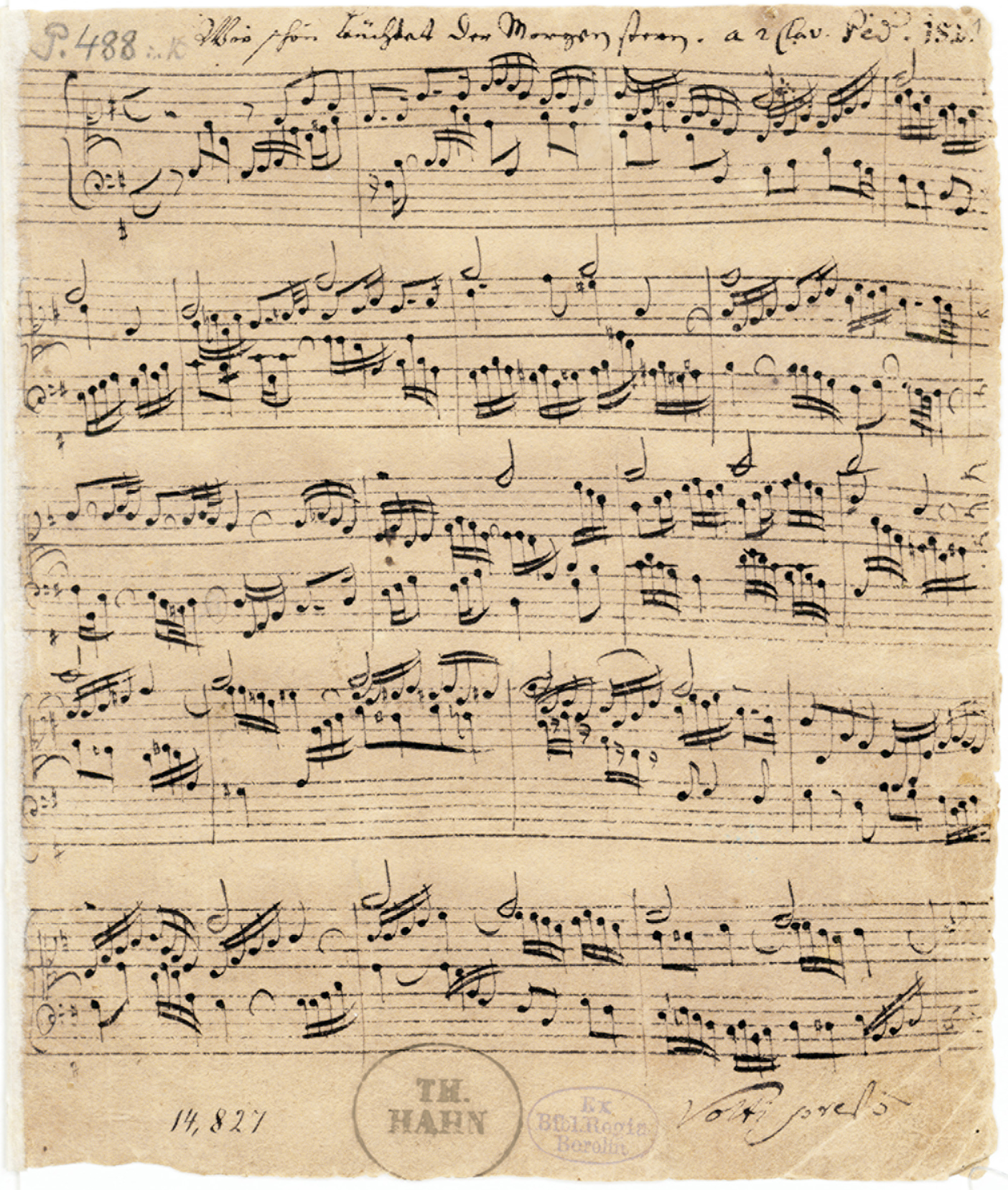
Een compositie van Bach: autograaf van de koraalprelude "Wie schön leuchtet der Morgenstern" (BWV 739)

Een compositie is een muziekstuk waarvan de noten of structuur geheel of gedeeltelijk zijn of is vastgelegd door een componist, meestal met behulp van notatie. Dit in tegenstelling tot volledig geïmproviseerde muziek.
Voorbeelden van niet-genoteerde composities zijn: elektronische (tape)muziek, en composities uit mondelinge tradities, zoals de Indiase raga's.

## Klassieke compositie
In de westerse klassieke traditie worden composities door middel van enige vorm van notenschrift of door het noteren in een schema of grafiek vastgelegd in een partituur. 
Voor het componeren in de klassieke traditie moeten een aantal vaardigheden worden toegepast:
- Het neerschrijven van muzieknotatie.
- Het inzetten van muziekinstrumenten, rekening houdend met de mogelijkheden daarvan; dit heet instrumentatie.
- Het gebruikmaken van de mogelijkheden van een muziekensemble; dit heet orkestratie.
- Het gebruikmaken van artistieke vaardigheid.

Voorbeelden van klassieke composities zijn: een suite, een symfonie, een sonate, een concerto, een pianotrio, een opera en een lied.

## Compositieproces
Elke componist heeft in essentie zijn of haar eigen manier van componeren. Toch zijn er bepaalde overeenkomsten tussen de verschillende werkwijzen.
Uitgangspunt voor het beginnen van een compositie is het 'idee'. Het idee in de vroegere perioden van de klassieke muziek is meestal een thema of motief, vaak uit slechts enkele noten opgebouwd (voorbeeld: de vijfde symfonie van Beethoven: "G+G+G+Es". In het modernisme is het idee ruimer op te vatten; zo is in 'atmospheres' van Ligeti het idee een klankveld waarin afzonderlijke instrumenten niet meer herkenbaar zijn.
Verder kiest de componist voor het materiaal waarmee hij werkt; de noten waarmee hij zijn thema schrijft. Hij kan kiezen voor tonaliteit, bitonaliteit, atonaliteit (bijvoorbeeld 12 toons, heletoons), microtonaliteit, of combinaties daarvan.
Tijdens het componeren kan een componist op elke plek in het muziekstuk vier keuzes maken:
1. Iets wat eerder geschreven is
  - herhalen,
  - variëren,
  - ontwikkelen,
2. of iets nieuws schrijven.

Het 'idee' kan ook ingegeven zijn door buitenmuzikale indrukken. Bij analyse van een compositie is niet steeds eenduidig aan te geven wat het 'idee' was.

## Populaire compositie
In de volksmuziek en populaire muziek wordt soms een eenvoudiger notatiesysteem dan het notenschrift gebruikt, bijvoorbeeld de Abc-notatie. Vaak wordt ook vooral vanuit het geheugen gewerkt.

## Compositie van Arabische muziek
Er zijn verschillende compositieschema's:
- Noubah (in Arabisch Noord-Afrika)
- Wasla (in het Arabische Midden-Oosten)
- Fasil (in Turkse muziek)
- Shish Maqam (in de Centraal-Aziatische republieken)
- Muwashahat (meervoud van Muwashah)
- Bashraf
- Samaii
- Tahmilah
- Longa